# 1997 GV20
1997 GV20 är en asteroid i huvudbältet som upptäcktes den 6 april 1997 av LINEAR.